# Betaeus granulimanus
Betaeus granulimanus is een garnalensoort uit de familie van de Alpheidae. De wetenschappelijke naam van de soort is voor het eerst geldig gepubliceerd in 1927 door Yokoya.